# قاراب سفلی
قاراب سفلی یا اشاغی کرویکی از روستاهای استان آذربایجان شرقی است که در دهستان کاغذکنان شمالی بخش کاغذکنان شهرستان میانه واقع شده است.
بیشتر ساکنان این روستا باغدار و دامدار می‌باشند
محصولات این روستا:گردو، گیلاس،'گلابی، آلبالو و… می‌باشد. بیشتر جکعیت این روستا در کار آشپزی و رستوران داری هستند. مردم این روستا مردمانی بسیار خون‌گرم هستند. این روستا به دلیل قرار داشتن در ته دره از آنتن خوبی برخوردار نیست و به‌طور کامل به اینترنت دسترسی ندارد. این روستا در سال۱۴۰۱ توسط دولت گاز کشی شد. مراسم‌های مذهبی این روستا در حسینیه قارابی‌ها واقع در شهرک گلریز که با همت مردم روستا بنا شد برگزار می‌شود. اشاغی کرو نام دیگر روستا است که همسایه این روستا به باش کرو معروف است از دیگر همسایه‌های این روستا می‌توانیم به باغبانان و دیز و کجل وقالاداش اشاره کنیم. جمعیت این روستا در فصل‌های بهار و تابستان به بیش از ۱۰۰ نفر می‌رسد. از برخی از خانواده‌های تشکیل دهنده این روستا می‌توانیم به ابراهیمی و خالقی و اسلامی و اسکندری و عبایی و… اشاره کرد. فاصله این روستا تا شهر میانه ۷۴ کیلومتر است. کرو یکی از قدیمی‌ترین روستاهای ان منطقه است
معنای نام روستا
که روْو اسم دو روستا با توصیف آشاغی به معنی پایین و یوخاری به معنی بالا در بخش کاغذ کنان، دهستان کاغذکنان شمالی شهرستان میانه می‌باشد که به صورت قاراب سفلی و علیا به فارسی نوشته می‌شود. که روْو در اثر تبدیل حرف «ق» به حرف «ک» (که در زبان ترکی معمول است)، از واژه قَه رؤو ایجاد شده است. قه روْو مخفف اسم مرکب قارا اؤوا می‌باشد که از واژه‌های «قارا» و «اؤوا» تشکیل شده است. قارا در زبان ترکی قدیم به معنی بزرگ و سیاه بوده است. آوا و اؤوا در زبان ترکی آذربایجانی به معنی آبادی و روستا بوده و به صورت پسوند در اسامی روستایی بکار رفته است.
بنابراین با توجه به مطالب فوق، معنی لغوی اسم روستا، آبادی بزرگ خواهد بود.